# Klara Weise
Klara Weise (geborene Stock, Pseudonym Clara Cron; * 20. November 1823 in Magdeburg; † 18. Juli 1890 in Straßburg) war eine deutsche Kinder- und Jugendbuchautorin und schrieb vorwiegend für Mädchen.

## Leben
Clara wurde als jüngste von drei Schwestern am 20. November 1823 in Magdeburg geboren. Sie verbrachte ihre Kindheit in einem behüteten Umfeld. Schon früh wurde sie durch ihre Familie an Kultur und Kunst herangeführt. Als sie 13 Jahre alt war, starb ihre Mutter. Nach beendeter Schulzeit begann Clara auf Wunsch ihres Vaters eine Ausbildung als Lehrerin. Nach bestandener Abschlussprüfung zog sie zu ihrem Vater als seine Pflegerin und Gesellschafterin. Ihren ersten literarischen Erfolg feierte Clara, als sie an einem Literaturwettbewerb der Stuttgarter Musterzeitung teilnahm und mit ihrer kleinen Novelle den ersten Preis begann. Zu diesem Zeitpunkt gab sie sich auch das Pseudonym „Clara Cron“. Danach widmete sie sich immer mehr ihrer Schriftstellerei. Im Jahre 1873 heiratete sie den Straßburger Kaufmann Wilhelm Weiße. Neun Jahre später starb ihr Mann und sie siedelte nach Oberkirch über. Fünf Jahre lebte sie dort, bis sich die ersten Anzeichen eines Rückenmarkleidens bemerkbar machten und sie zurück nach Straßburg zog. Die Krankheit schritt immer mehr voran, so dass sie gezwungen wurde, erst das Zimmer und später dann das Bett zu hüten. Ab diesem Zeitpunkt lebte sie noch sieben Wochen, bis sie am 18. Juli 1890 starb. Clara liegt neben ihrem Mann auf dem Helenefriedhof in Straßburg begraben.

## Werke (Auswahl)
- Adelaide, 1873
- Der Liebling, 1887
- Unika
- Des Herzens Heimat, 1882
- Die Freundinnen, 1878
- Die Geschwister, 1884
- Drei Kränze. ca. 1885
- Erwachen und Erblühen
- Für junge Herzen
- Im Hause des Herrn Geheimrat, 1888
- Fanny’s Schicksale
- Lenora[1]
- Magdalenens Briefe, 1863[2], 1889
- Maria Wernau, 1880
- Regina, 1876